# Flughafen Woronesch

i7
i11
i13
Der Flughafen Woronesch-Tschertowizkoje (russisch Чертовицкое, IATA-Code: VOZ, ICAO-Code: UUOO) ist der internationale Verkehrsflughafen der russischen Stadt Woronesch in der Oblast Woronesch zwischen Moskau und Rostow am Don. Er dient als Basis und Drehkreuz für RusLine.

## Lage und Verkehrsanbindung
Der Flughafen von Woronesch ist über die A134 erreichbar, die unmittelbar danach auf die russische Fernstraße M4 mündet. Alle fünf bis fünfzehn Minuten fahren Busse der Linien 27A, 120A und A70 in Richtung General-Perchorowitsch-Straße und Bolniza (Krankenhaus) „Elektronika“. Zudem fahren dort die Sammeltaxis A3, A5 und A49 etwa halbstündlich.
Auf dem Gelände haben sich mehrere Firmen angesiedelt. Außerdem gibt es dort das Flughafenhotel Aeroport-Plaza.
Das Gelände des Flughafens befindet sich 18 Kilometer nördlich von Woronesch. In der Nähe befindet sich außerdem der kleinere Ort Tschertowizy. Die Landebahn liegt zwischen der A134 und der M4. Bei Tschertowizy liegt außerdem der Fluss Woronesch; auf der gegenüberliegenden Flussseite befindet sich das Biosphärenreservat Woronesch in der Zentralen Schwarzerde-Region mit Waldsteppe.

## Geschichte
Am Ende der 1980er Jahre wurden am Flughafen Woronesch jährlich etwa 1,1 Millionen Passagiere befördert, während es 2014 nur noch etwa 405.000 Passagiere waren. Trotzdem steigen die Passagierzahlen wieder leicht, da die Passagierzahl von 355.000 2013 um 50.000 Passagiere auf 405.000 Passagiere 2014 angestiegen ist.
2008 wurde die Erneuerung des Flughafens gestartet. Dazu gehörte auch die Erneuerung der Landebahn, was allerdings ein Problem war, da nicht genug Platz zur Verfügung stand. Auf der einen Seite war ein Teil des Biosphärenreservats von Woronesch und auf der anderen Seite ein Teil einer Schnellstraße. Letztendlich hat man die Landebahn aber doch auf die heutigen 2300 Meter erweitert und die Flugzeuge fliegen jetzt beim Starten und Landen relativ knapp über die Straße hinweg. Es wurde der Zaun, das Regen- und Drainagesystem und das Gebäude erneuert. Seit 2010, wo die meisten Arbeiten beendet waren, sind die technischen Voraussetzungen für das Landen der Boeing 737- oder Airbus A320 -Maschinen gegeben. Der Flughafen soll noch weiter ausgebaut werden, um die Kapazität und den Service zu erhöhen.

## Fluggesellschaften und Ziele
| Ziel                     | Fluggesellschaft   | Anmerkungen               |
| ------------------------ | ------------------ | ------------------------- |
| Moskau-Scheremetjewo     | Aeroflot           |                           |
| Dubai                    | flyDubai           |                           |
| Moskau-Domodedowo        | S7 Airlines        |                           |
| Moskau-Vnukovo           | RusLine            |                           |
| Sankt Petersburg-Pulkowo | RusLine            |                           |
| Sankt Petersburg-Pulkowo | Nordavia           | ab 27. März 2017          |
| Sochi                    | Nordavia           | saisonal, ab 29. Mai 2017 |
| Taschkent                | Uzbekistan Airways |                           |
| Jerewan                  | Armenia Aircompany |                           |
| Flughafen Istanbul       | Turkish Airlines   |                           |
| Simferopol               | Red Wings          | saisonal                  |